# 시베이왕역
시베이왕역(중국어: 西北旺站)은 중국 베이징시 하이뎬구 마롄와 가도 융펑로·더정로·모리위안 북로 교차로에 위치한 베이징 지하철 16호선의 지하철역이다. 2016년 12월 31일에 개통하였다.

## 역 구조
이 역은 더정로(德政路) - 모리위안 북로(茉莉园北路), 허우창춘로(后厂村路) - 모리위안 남로(茉莉园南路), 융펑로(永丰路) 교차로 사이에 위치한 3층 건물의 지하역으로, 융펑로 남북 방향 도로 하부에 배치되었다. 이 역에는 2개의 통풍관과 3개의 출입구가 있으며, 주변 건물의 지하 공간으로 연결되는 통로도 존재한다.

### 층별 구조
| 지면층             | 출입구                          | A-C출입구                                       |
| 지하 1층           | 이중층                          | C입구 중이층                                    |
| 지하 2층 대합실 층 | 대합실                          | 고객센터, 자동 발권기, 보안 검색대, 출입 게이트 |
| 지하 3층 승강장    | ←                               | ■ 16호선 베이안허 방면 (융펑난)                 |
| 지하 3층 승강장    | 섬식 승강장, 왼쪽 출입문이 열림 |                                                 |
| 지하 3층 승강장    | →                               | ■ 16호선 완핑청 방면 (마롄와)                   |

### 대합실
이 역 대합실은 지하 2층에 위치하며(지하 1층은 입구 C입구 중이층), 유료 구역은 로비 서쪽에 위치한다. 대합실 중앙에 승강장으로 가는 엘리베이터가 있다.

### 승강장
승강장은 융펑로(永丰路) 아래에 섬식 승강장이 있고, 승강장 전체에는 스크린도어가 설치되어 있다. 이 역의 공중화장실은 승강장 북쪽 끝에 위치한다.

승강장 전경(2017년 5월 촬영)

## 출입구
이 역에는 3개의 출입구가 있다. A출입구(북서쪽)는 융펑로와 모리위안 북로 교차로의 남서쪽에 위치하고 있으며, B출입구(북동쪽)는 융펑로와 더정로 교차로의 남동쪽에 위치하고, C출입구(남동쪽)는 융펑로와 허우창춘로 교차로의 북동쪽에 있다.
|                         |                              | |      |             |
| 출구                    | 지시                         | 출구 인근 | 사진 | 무장애 시설 |
| 出口 · A                | 융펑로(永丰路)               | 융펑로(永丰路) 서측 |      | 빈칸        |
| 出口 · B                | 융펑로(永丰路)               | 융펑로(永丰路) 동측, 위생 빌딩(卫生大厦), 하이뎬구 종합긴급구조지휘센터(海淀区综合应急救援指挥中心)                                                                                                  |      |             |
| · (출구만 해당)         | 시베이왕완샹휘(西北旺万象汇) | 시베이왕완샹휘 5호문(西北旺万象汇 5号门) |      | 빈칸        |
| 出口 · C                | 허우창춘로(后厂村路)         | 허우창춘로(后厂村路) 북측, 우쾅완 과여원(五矿万科如园), 하이뎬 교통 분리 차량 관리소(海淀交通支队车辆管理站), 하이뎬구 시베이왕 타운 행정청(海淀区西北旺镇行政办事大厅), 마롄와 파출소(马连洼派出所) |      | 빈칸        |
| 出口 · C                | 시베이왕완샹휘(西北旺万象汇) | 시베이왕완샹휘 5호문(西北旺万象汇 5号门) |      | 빈칸        |
| 아이콘 설명: 엘리베이터 |                              | |      |             |

## 연결 교통
시베이왕 지하철역 A, B 출입구에서 북쪽으로 200m 거리에 바이왕신청(百旺新城) 버스 정류장이 있고, B 출입구에서 동쪽으로 약 170m 거리에 중하이펑롄산좡 남문(中海枫涟山庄南门) 버스 정류장이 위치한다. 시베이왕 버스 정류장은 징미 인수거(京密引水渠) 남쪽의 헤이산후루(黑山扈路) 상에 위치하며 이 역에서 1km 떨어져 있다.

## 역사
2006년, 하이뎬구는 베이징 지하철 4호선을 북쪽으로 융펑 과기원(永丰科技园)까지 연장 계획을 수립했다. 북쪽 연장에 계획된 4개 역은 바이왕산역(百望山站), 시베이왕역(西北旺站), 항톈청시역(航天城西站), 융펑역(永丰站)이었으나,이 계획은 2010년에 보류되었다. 동년 베이징 시 계획 위원회는 하이뎬산허우(海淀山后)에서 중심도시(中心城区)까지 새로운 철도 노선을 제안하였고, 본 노선과 관련된 지역 중 하나이다.
2011년, 제3철도조사설계연구소는 산허우선의 원래 계획된 역 위치를 발표했는데, 시베이왕역은 산허우선의 첫 번째 지하철역이었고 융펑난역과 각 상행 역은 고가역으로 계획되었다. 2013년 환경영향평가 보고서에는 역명이 바뀌지 않았으나 상행 역이 지하역으로 변경되었다. 2016년 9월, 베이징시 계획토지위원회가 발표한 16호선 1구간 역명에는 여전히 이 역의 역명이 시베이왕역으로 남아 있었다.